# Lobophorodes
Lobophorodes là một chi bướm đêm thuộc họ Geometridae.